# Upsilon Pegasi
Désignations
Upsilon Pegasi (en abrégé υ Peg) dans la Désignation de Bayer est une étoile dans la constellation de Pégase. Son nom approuvé par l'Union astronomique internationale officiellement nommée Alkarab.  Sa magnitude apparente est de 4,40 et elle est située à une distance estimée à 170,4 années-lumière sur la base de sa parallaxe. 

## Nomenclature et histoire

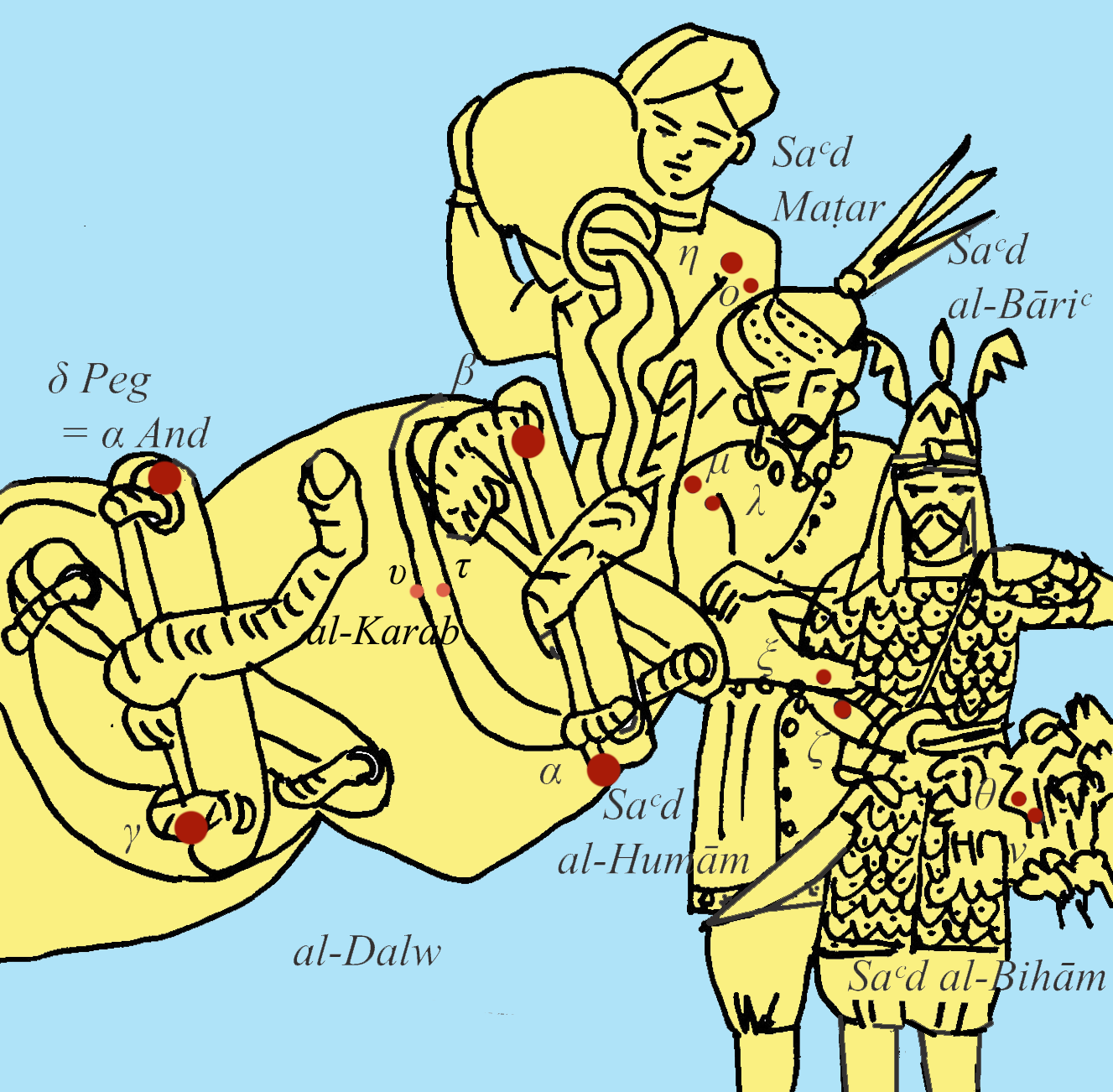
Les étoiles الكرب al-Karab, « la Corde du Puits », appartenant à la figure de الدلو al-Dalw, « le Dalou (le Seau de cuir du Puits) », dans le ciel arabe traditionnel.

Alkarab, soit le nom retenu par l’UAI, est l’arabe الكرب al-Karab donné au couple τυ Peg dans le ciel arabe traditionnel. Figurant chez al-Tizīnī (1533) pour τυ Peg,. Dans un premier temps, il est transcrit ‘AlKerb vel AlKereb’ par Thomas Hyde dans sa traduction du زيجِ سلطانی Zīğ-i Sulṭānī ou « Tables sultaniennes » d’Uluġ Bēg (1665), Puis, par l’intermédiaire du philologue Friedrich Wilhelm Lach (1796) qui retranscrit ’el-kerb’, nous lisons le nom El Kerb, toujours pour le couple τυ Peg dans l’Uranographia de Johann Elert Bode (1801). Dans un second temps, الكرب al-Karab est une nouvelle fois transcrit Al Karab’ par Richard Allen (1899), et toujours affecté au couple τυ Peg. Mais Jack W. Rhoads (1971) en fait le nom Alkarab qu’il affecte cette fois à la seule étoile υ Peg. C’est sous ces deux formes et leurs variantes qu’il circule sur la toile.

## Propriétés
Upsilon Pegasi est une étoile géante jaune-blanc de type spectral F8III,. 
Son abondance en fer est de -0,01 (97,7 % de celle du Soleil). Elle se déplace dans la Galaxie à une vitesse de 50,6 km/s par rapport au Soleil. Son orbite galactique projetée l'emmène entre 18 600 et 26 300 années-lumière du centre de la Galaxie. 